# Clorofil·lina
La clorofil·lina, en anglès:Chlorophyllin, es refereix a qualsevol grup semisintètic de sals solubles en aigua derivades de la clorofil·la que difereixen en la identitat dels cations associats amb l'anió. La forma més comuna és del derivat de sodi/coure usats com additiu alimentari i en la medicina alternativa. La clorofil·la es presenta en les verdures de fulla com l'espinac on arriba a tenir un contingut total del 5,7%. com a agent colorant alimentari la clorofil·lina amb coure rep el nom de verd natural (natural green) 3 i té el Codi E E141.

## Usos
- Prevenció del càncer. Com que la clorifil·la no es dissol en l'aigua, les fonts alimentàries de clorofil·la no s'enllacen amb substàncies mutagèniques en quantitats significatives. La clorofil·lina com que és soluble en aigua, significativament s'enllaça amb mutàgens mediambientals com uen el benzopirè hidrocarbur aromàtic policíclic[3] and dibenzo{a,i}pyrene.[1] La clorofil·lina s'enllaça amb mutàgens 20 vegades millor que el resveratrol i mil·lers de vegades millor que les xantines.[4]

- En medicina la clorofil·lina és l'ingredient actiu de preparacions preses internament per a reduir l'olor de la incontinència fecal en colostomies i en procediments similars a més de l'olor corporal en general resultatd'algunes intervencions quirúrgiques.